# Gustaf Precht
Gustaf Precht, född 1698 i Stockholm, död 3 augusti 1763 i Stockholm, var en svensk hovkonduktör, arkitekt, gravör och bildhuggare.
Han var son till bildhuggaren Burchardt Precht (1651-1738) och Susanna Krüger och från 1753 gift med Christina Elisabeth Maville. Han var halvbror till Johan Philip Precht och Burchard Precht samt bror till  Christian Precht. Utöver undervisning av sin far vid den prechtska familjeverkstaden fick han undervisning i teckning av Martin Hannibal. Som sin fars närmaste medarbetare färdigställde han altaruppsatsen till Uppsala domkyrka som 1728 flyttades till Gustav Vasakyrkan i Stockholm. Precht var huvudsakligen verksam med tillverkning av altaruppsatser, predikstolar, begravningsvapen, spegelramar, snidade och förgyllda möbler. Precht finns representerad vid Nationalmuseum.